# オートマティック (アルバム)
オートマティック (Automatic)はイギリスのロックバンド、ジーザス&メリーチェインの3rdアルバム。1989年10月9日発売。

## 概要
前作『ダークランズ』に引き続き、アルバムの大半の曲にドラムマシンが使用されたが、「ギミー・ヘル」のみゲストドラマーがドラムを叩いた。またウィリアムとジムはベースギターの代わりにシンセサイザーを演奏し、アルバムは前作よりアップテンポでハードな仕上がりになった。全英11位を記録。
ピクシーズは本作収録曲「ヘッド・オン」を、1991年リリースの4thアルバム『トゥロンプ・ル・モンド』にてカバーした。

## 収録曲
1. ヒア・カムズ・アリス / Here Comes Alice – 3:53
2. コースト・トゥ・コースト / Coast to Coast – 4:13
3. ブルーズ・フロム・ア・ガン / Blues from a Gun – 4:44
4. ビトゥイーン・プラネット / Between Planets– 3:27
5. UVレイ / UV Ray – 4:06
6. ハー・ウェイ・オブ・プレイング / Her Way of Praying – 3:46
7. ヘッド・オン / Head On – 4:11
8. テイク・イット / Take It – 4:34
9. ハーフウェイ・トゥ・クレイジー / Halfway to Crazy – 3:40
10. ギミー・ヘル / Gimme Hell – 3:20
11. ドロップ / Drop – 1:58
12. サンレイ / Sunray – 2:37

## 参加ミュージシャン
- ジム・リード - ボーカル (#2, #4~#10)、ギター、シンセサイザー、ドラムマシンプログラミング
- ウィリアム・リード - ボーカル (#1, #3, #11)、ギター、シンセサイザー、ドラムマシンプログラミング
- リチャード・トーマス - ドラムス (#10)